# Svatý Antonínek
Kaple svatého Antonína Paduánského nebo též Svatý Antonínek je významná římskokatolická
barokní poutní kaple ze 17. století, zasvěcená svatému Antonínovi Paduánskému. Nachází se na Antonínském kopci mezi obcemi Ostrožská Lhota a Blatnice pod Svatým Antonínkem, 14 km jižně od Uherského Hradiště, na hranici okresů Uherské Hradiště a Hodonín a současně Zlínského a Jihomoravského kraje. Kaple má ochranu jako nemovitá kulturní památka České republiky a je celoročně přístupná.

## Dějiny

### Místo
Poutní kaple svatého Antonína Paduánského stojí na kopcovitém výběžku Vizovické vrchoviny mezi obcemi Ostrožská Lhota a Blatnice pod Svatým Antonínkem, 14 km jižně od Uherského Hradiště. Tento kopec v minulosti nesl různá jména a sloužil ve svém okolí jako významný orientační bod, snad sloužil i k jeho obraně. Ještě předtím, než byla na kopci v 17. století vystavěna kaple, stával prý na jeho vrcholu velmi starý kříž. Dle názoru archeologů býval kopec dříve pohanským božištěm a slovanským pohřebištěm. Dle lidové pověsti tudy dokonce v 9. století při své cestě do Veligradu procházeli sv. Cyril a Metoděj. Na svazích kopce se po staletí rozkládají vinohrady, jeho vrcholek byl zalesněn pravděpodobně až v souvislosti s konáním poutí.

### Založení a stavební rozvoj
Za vznikem poutní kaple na Svatém Antonínku stál sám kníže a majitel ostrožského panství Hartmann z Lichtenštejna, který 21. dubna 1662 požádal biskupskou konzistoř v Olomouci o povolení ke stavbě kaple na tomto kopci, čímž doufal odvrátit nepřízeň počasí, která panovala v kraji a často ohrožovala úrodu. Souhlas kníže obdržel po několika urgencích v roce 1668, kdy byl také na jaře za přítomnosti rektora uherskohradišťské jezuitské koleje a hejtmana ostrožského panství položen základní kámen kaple zasvěcené sv. Antonínu Paduánskému. Stavba byla dokončena roku 1670. V jejím inventáři z roku 1672 se nachází stříbrný kalich s patenou, ciborium z blatnického kostela, portatile (kámen s ostatky svatých) na jednom pevném oltáři a šest dřevěných svícnů.
V letech 1696–1697 byla k původní osmiboké rotundě přistavěna chrámová loď za přispění italského štukatéra „Rezzy“-ho (zřejmě Rossi da Lucca), který také pro kapli zhotovil nový obraz sv. Antonína. Na výstavbě se v rámci roboty podíleli obyvatelé Blatnice, Ostrožské Lhoty a Hluku. Ve stejné době byl postaven i poutní dům poskytující poutníkům občerstvení.
Blatnický farář a hlucký rodák Jiří Hnátek inicioval obnovu kaple v letech 1748–49, při níž byla nad presbytářem zbudována věžička. Při této rekonstrukci byl nedaleko vrcholu kopce odkryt vodní pramen, což mělo za následek zázračná uzdravení a zvýšení zájmu o toto poutní místo. V roce 1771 byly už v kapli dva oltáře (svaté rodiny a čtrnácti sv. pomocníků).

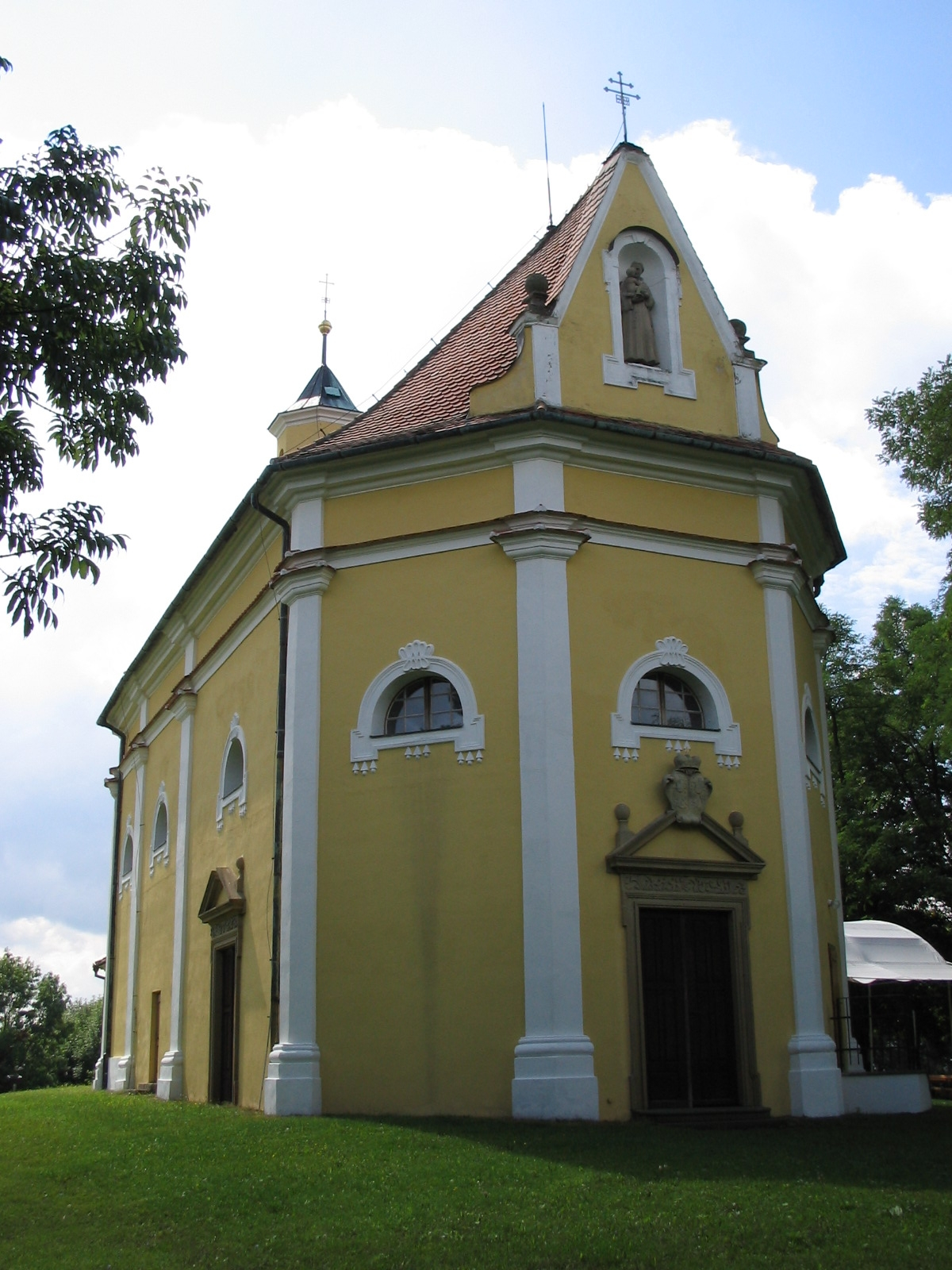
Portál na severní straně kaple

### Josefinské chátrání a následná obnova
Následkem reforem císaře Josefa II. bylo 13. května 1784 arcibiskupskou konzistoří povoleno rozprodat vybavení kaple a v roce 1786 byla z guberniálního výnosu Nr. 8905-2143 z 10. května 1786 (oznámeného 27. května 1786 krajským hejtmanstvím v Uherském Hradišti) kaple zrušena, odsvěcena, vybavení rozebráno pro potřeby chudých kostelů a budova prodána židovce Sáře Dobruškové, která ji chtěla použít na stavební materiál. Kaple byla ponechána bez dřevěného chóru, dveří, oken, střechy i stropů a v ruinách se volně procházel dobytek.
Po uklidnění poměrů a v době doznívání napoleonských válek se lidová zbožnost začala obnovovat, v roce 1810 dal Martin Straka z Ostrožského Předměstí u kaple postavit kříž a po jednáních z let 1812–1815 a audienci u císaře Františka I. obec Blatnice zpustošenou kapli znovu získala (zakoupila ji z dobrovolných příspěvků nákladem 2000 zlatých) a 30. května 1815 se zavázala k její opravě a věčnému udržování. Oprava však byla finančně náročná a vysvěcení se tak kaple nakonec dočkala teprve 16. června 1819, a to i s využitím příspěvků z okolních obcí a dokonce ze Slovenska. Klíče od kaple míval v té době blatnický farář, kterému též připadala ofěra jako kompenzace za pobyt cizích kněží při pouti.

### 19. a 20. století

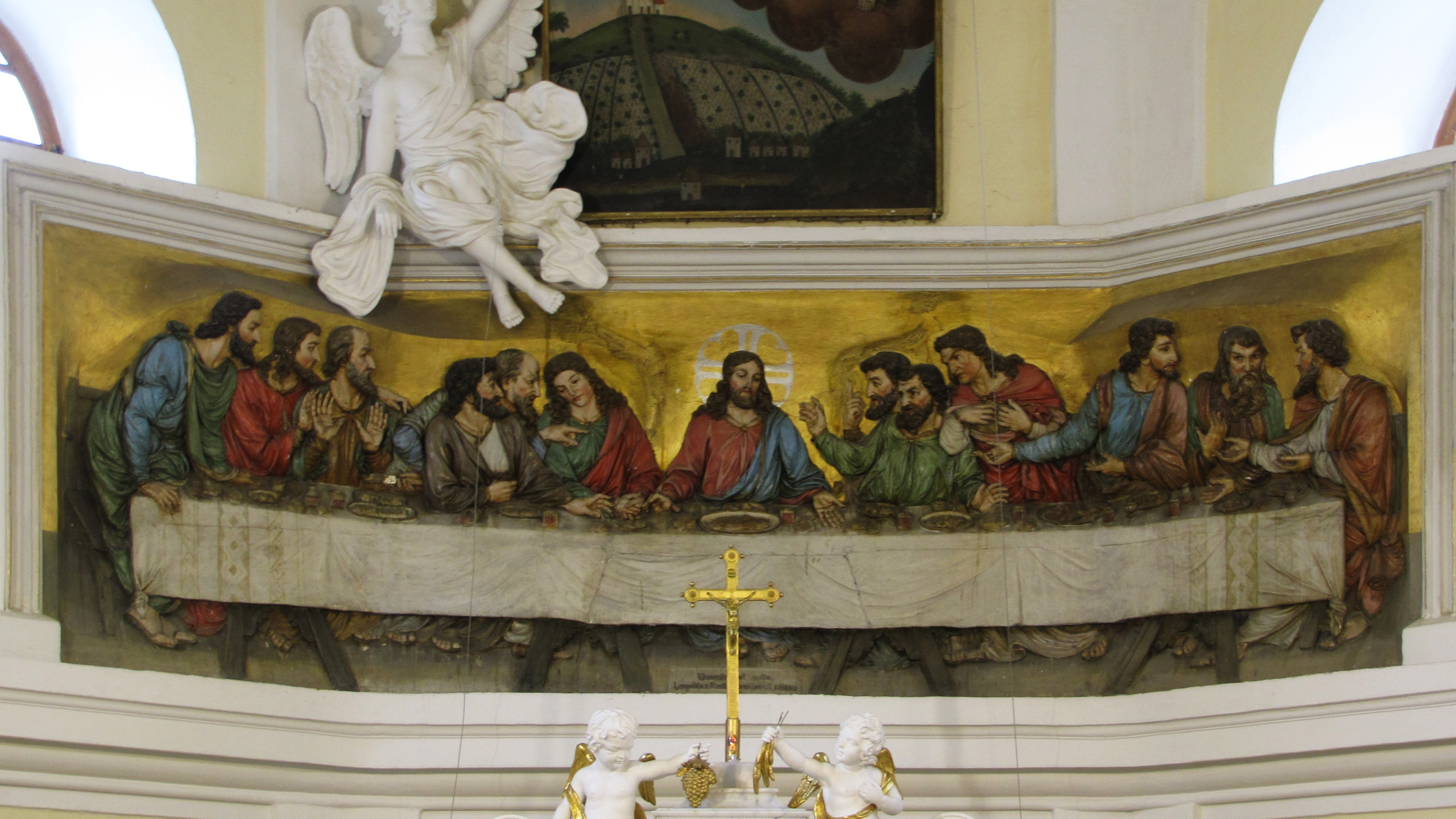
Plastika Poslední Večeře z roku 1888

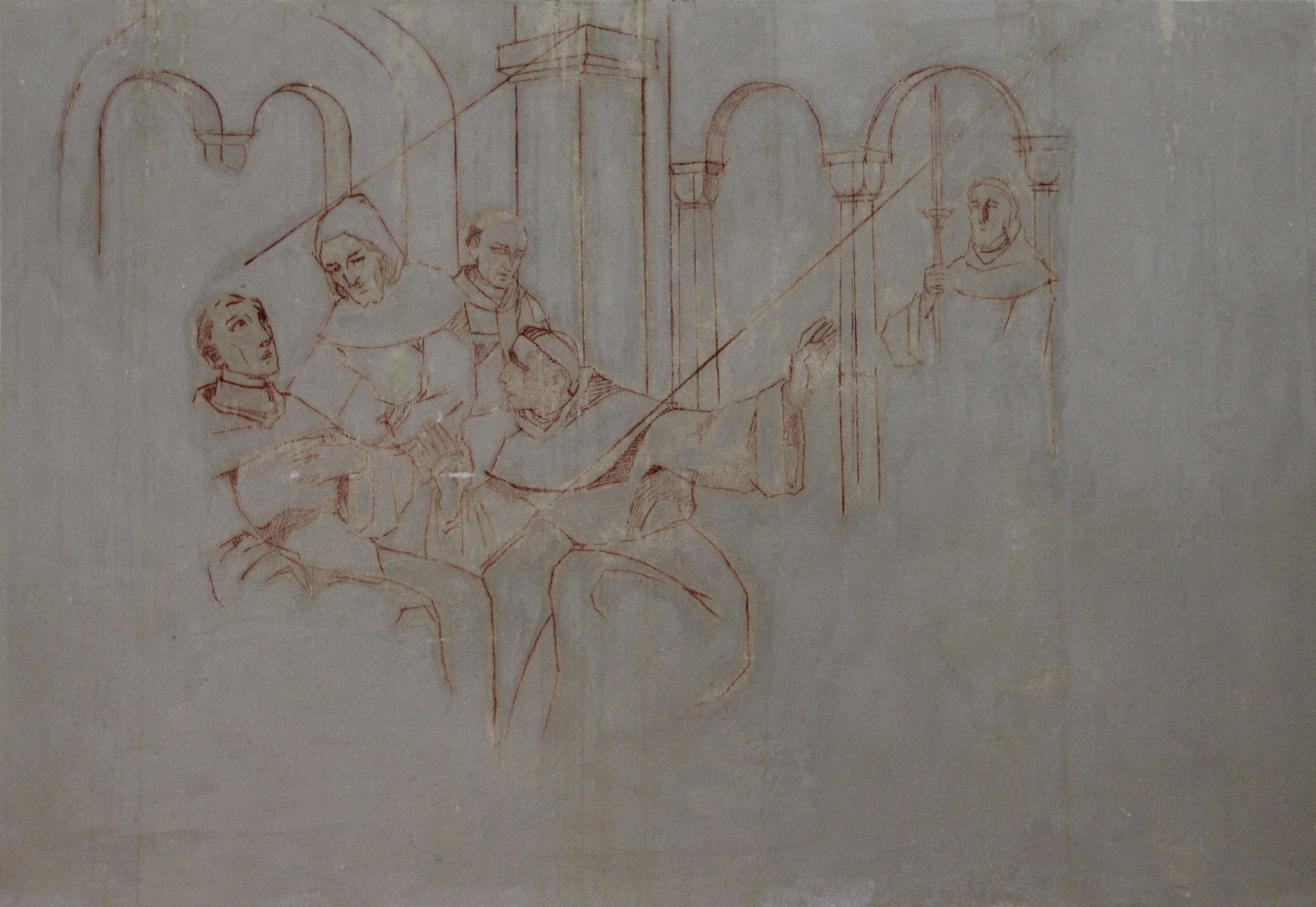
Nedokončený obraz „Smrt sv. Antonína“ od Jana Köhlera v kněžišti

Čilý stavební ruch probíhal na přelomu 18. a 19. století: Kostelník a lidový malíř František Hána (1804–1877) zvaný „pantáta maléř“ vymaloval na strop presbytáře svůj obraz sv. Antonína vznášejícího se nad kopcem s kaplí. V roce 1888 věnoval stavitel Slovák ze Strážnice kapli plastiku Večeře Páně umístěnou pod tímto obrazem. V roce 1898 proběhla generální oprava kaple nákladem obce Blatnice a při této příležitosti u ní obec vysázela jubilejní stromořadí na počest padesátiletého panování císaře Františka Josefa I. Když byl téhož roku blatnický farář a děkan Mořic Růžička prosit knížete Jana II. z Lichtenštejna o převzetí patronátu nad kaplí, sepsal za tímto účelem její možná první stručné dějiny. Kníže patronát nepřijal, ale nechal alespoň vlastním nákladem kapli vydláždit poštorenskými dlaždičkami. V květnu 1904 byl v ní Františkem Štáblem z Hodonína vystavěn nový (současný) hlavní oltář, který konsekroval 30. května 1905 olomoucký světicí biskup Karel Wisnar. Roku 1907 byly instalovány nové varhany a sochy. Roku 1913 bylo na jižní straně kaple vysázeno 26 akátů. Během první světové války byla v květnu 1917 na přání několika zbožných žen z Blatničky zakoupena pro kapli socha Panny Marie Svatohostýnské.
Další generální oprava proběhla v letech 1936–1937, kdy byla za 150.000 Kč vyzděna a železnými pásy stažena kupole, celá kaple dostala nový železobetonový strop, vyměněna byla také celá střecha i s okapy, hromosvody a kříži, rotunda nad kopulí a malá stříška byly pokryty měděným plechem, do štítu byla pořízena nová socha sv. Antonína, opraveny byly dveře, okna, přístavba sakristie i vítězný oblouk, kaple byla nově omítnuta a obílena, malá věž byla poněkud zvětšena a byla instalována nová dřevěná konstrukce pro upevnění zvonů (ke starému malému zvonu přibyl nový asi stokilogramový věnovaný dvěma místními rodinami). Nástěnné malby „Sv. Antonín káže rybám“ a „Sv. Antonín káže lidu“ (též „Sv. Antonín káže v Padově“) (datováno 3. srpna 1937) nad bočními oltáři jsou jedněmi z posledních děl akademického malíře Jana Köhlera, který (patrně kvůli vážným zdravotním problémům v důsledku smrtelné nemoci) již nedokončil třetí obraz v kněžišti, „Smrt sv. Antonína“. Nerealizována zůstala také malba „Zázrak s oslicí“ určená pro epištolní stranu presbytáře, která měla nahradit velký poutavý obraz „sv. Antonín nese velebnou Svátost a zvíře padá před ní na kolena“ namalovaný na plechovém stropě kaple, který se při rekonstrukci v roce 1936 nepodařilo zachránit.
V polovině 20. století byla na lesním palouku severozápadně od vrcholu postavena křížová cesta.

### Současnost
V roce 2008 byl společnou iniciativou římskokatolické farnosti Blatnice pod Svatým Antonínkem, Matice svatoantonínské a Mikroregionu Ostrožsko uveden do provozu polní oltář a další zázemí pro konání bohoslužeb po straně kaple.
Dne 8. května 2008 proběhlo na Antonínku poprvé v historii setkání tří slováckých „králů“ (tj. tohoročních aktérů tradice jízda králů) z Hluku, Kunovic a Vlčnova.
Při příležitosti dožínkové pouti 28. srpna 2011 a blížícího se 150. výročí narození Joži Uprky byla tomuto malíři na zdi kaple odhalena měděná pamětní deska z díla akademického sochaře Otmara Olivy, kterou požehnal moravský metropolita Jan Graubner.
Kaple je spravována římskokatolickou farností Blatnice pod Svatým Antonínkem, na jejím provozu se ale podílí i farníci z Ostrožské Lhoty, při jejíž hranicích se nachází a která po první dvě staletí existence kaple pod tuto farnost spadala.

## Poutní tradice a zázraky

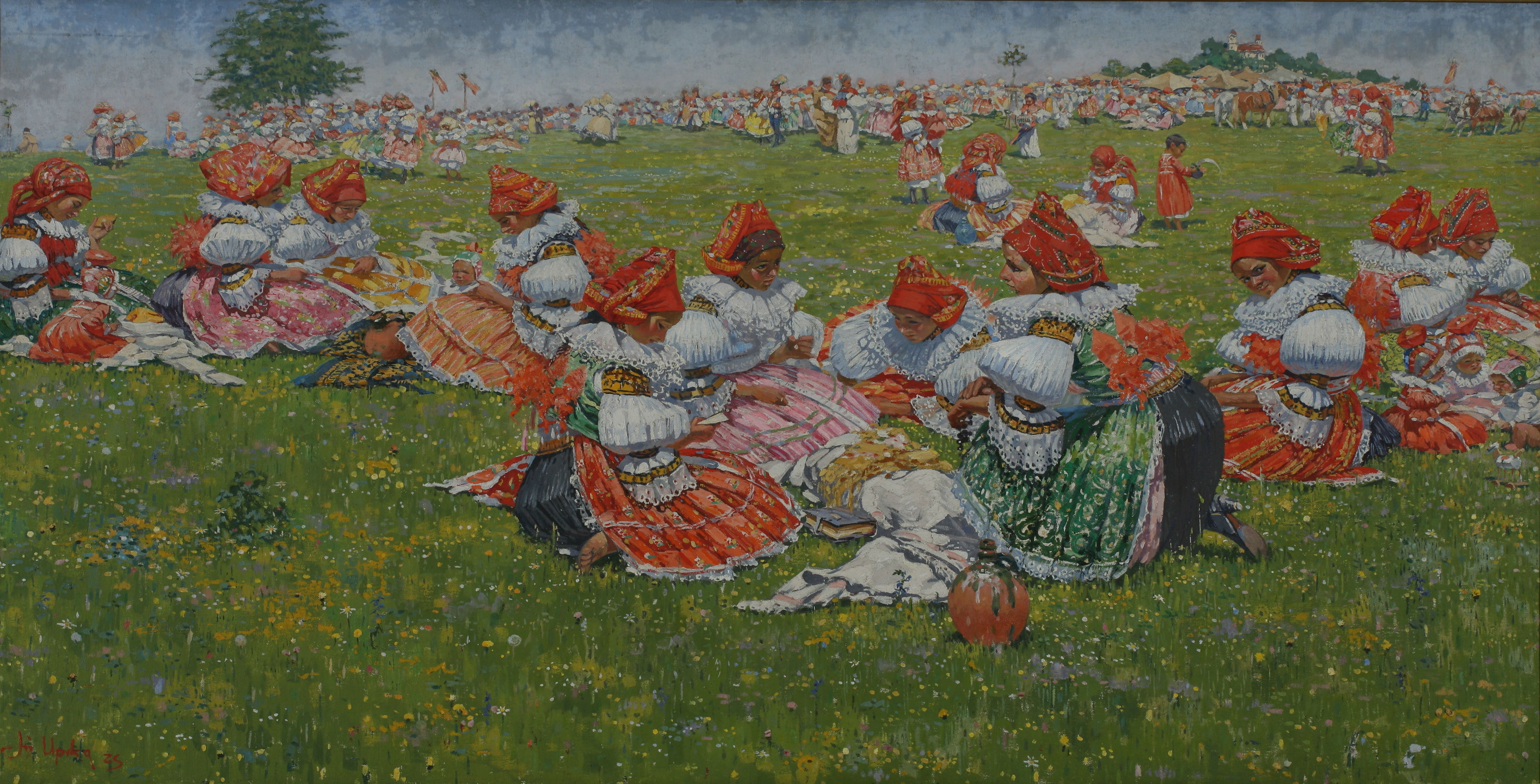
Joža Uprka (1925): Poslední velká pouť u Svatého Antonínka

Tradice poutí na Svatý Antonínek začala bezprostředně po vystavění kaple, první se konala 13. června 1670. V roce 1672 se uvádí účast 5000 poutníků. K účelu poutí patřilo uctít sv. Antonína, vyprosit si navrácení ztracených či ukradených věcí, prosit o pokoj v manželství či za zdraví dětí, později též za nalezení životního partnera. Od nalezení vodního pramene v blízkosti kaple (zřejmě v souvislosti s přestavbou v letech 1748–1749) směřuje zájem poutníků také k tomuto prameni „zdravé vody“ (minerální obsah nebyl nikdy konstatován), který údajně na počátku způsobil zázračná uzdravení a ještě o více než století později jej poutníci kromě pití používali i k umývání dětí a nemocných, především tuberkulózou; Slováci zase ke kropení polí na ochranu před krupobitím.
Poutě v minulosti tradičně začínaly v neděli po svátku sv. Antonína (13. červnu) a mše svaté byly slaveny každou neděli a svátek až do neděle po svátku sv. Cyrila a Metoděje (5. červenec od roku 1863), přičemž nejvýznamnější byly dvě tzv. hlavní poutě: v neděli po sv. Antonínu a na sv. Petra a Pavla (29. června). Navíc bývaly slouženy místní poutě ve svátek sv. Antonína a děkovná dožínková v srpnu. Ještě v roce 1888 se uváděl o největších svátcích počet pouhých 2000–4000 poutníků,, v době největšího rozmachu poutního místa krátce před druhou světovou válkou přesahoval počet poutníků 100.000. Z okolních míst lákaly poutě nejvíce poutníky z farností Blatnice, Ostrožská Lhota, Hluk, Nivnice, Dolní Němčí, Boršice, Velká, Lipov, Hroznová Lhota, Strážnice, Hodonín, Vnorovy, Veselí, Uherský Ostroh, Bzenec, Vracov, Domanín, Ostrožská Nová Ves aj. Z Uher docházeli Slováci z farností Skalica, Holíč, Senica, Myjava, Vrbovce, Šaštín a odjinud.

### Společenský význam
Početná procesí poutníků vypravovaná z různých obcí na kopec, rovněž jako poutě samotné bývaly významnou společenskou událostí. Mše svaté sloužili většinou faráři blatnický, ostrožskolhotský či hlucký, zpovídalo zde někdy až 20 cizích kněží a od roku 1860 bylo možné získat i plnomocné odpustky. Po kázání pod širým nebem a mši svaté v kapli se poutníci usadili do trávy ke svačině nebo kupovali ve stáncích perníky či náboženské obrázky a předměty. Večer po pouti se v blatnické hospodě konala taneční zábava s hudbou. Pro mladé lidi byla pouť příležitostí k seznámení se s vrstevníky a hledání partnera. Mezi děvčaty platil sv. Antonín za přímluvce k vyprošení manžela, chlapci zase na poutích svým nápadnicím kupovali perníková srdce, modlitební knížky či pentle.

### Zázraky 1748–1749

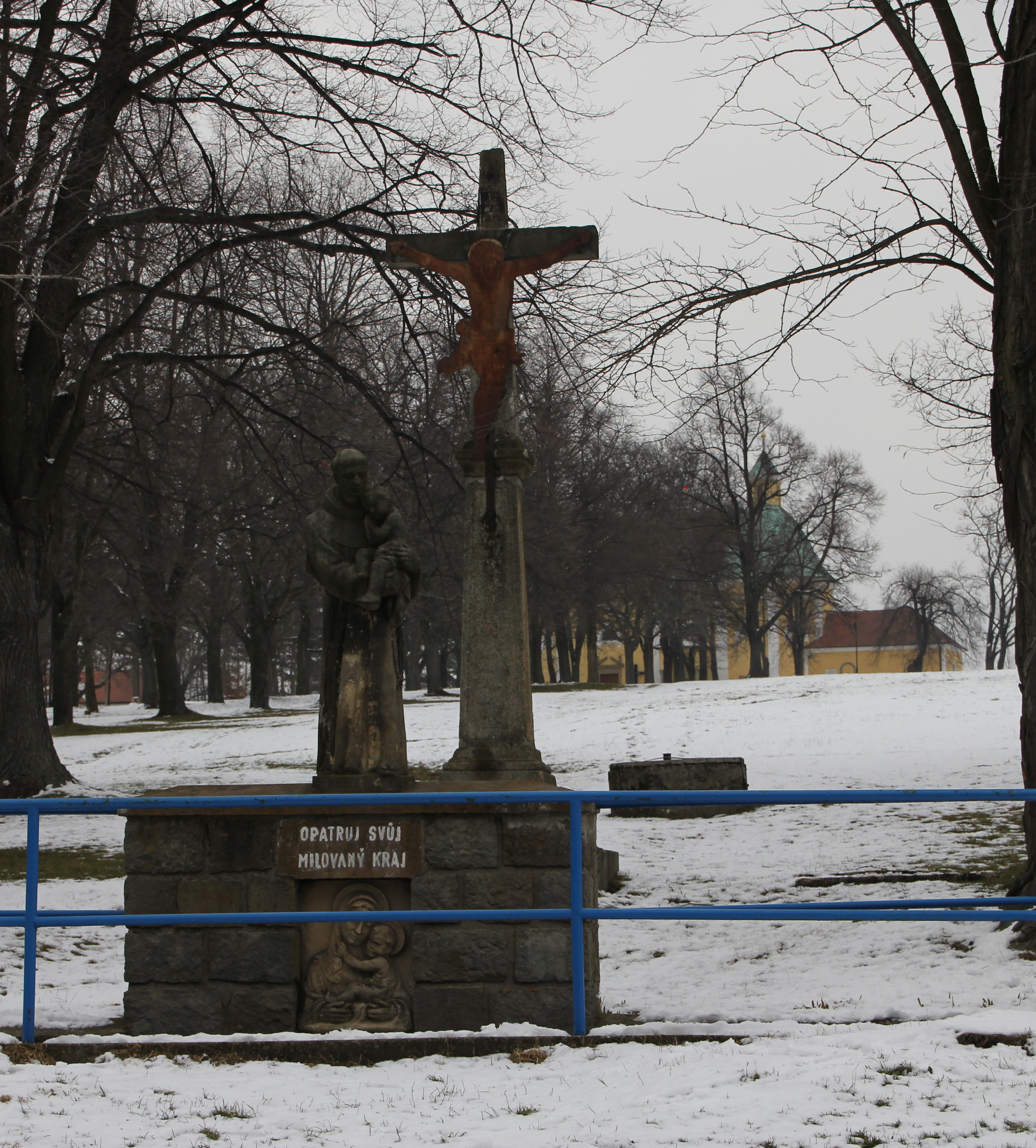
Dnešní podoba studánky pod kaplí, jejíž voda způsobila v letech 1748–49 zázračná uzdravení

K posílení poutí na Svatý Antonínek a obecného zájmu o toto místo došlo v důsledku zázračných uzdravení, kterými se zabývala arcibiskupská konzistoř a ke kterým došlo v letech 1748–1749 v důsledku objevení údajně léčivého pramene asi dvě stě kroků jižně od kaple. V rozporu s lidovou tradicí (šířenou i některými psanými zdroji), která hovoří o vystavění kaple na místě již existujícího pramene, jehož prostřednictvím se uzdravil knížecí chlapeček, objevili podle dochovaných dokumentů pramen dělníci pracující tehdy na opravě kaple, když hledali vodu k hašení vápna. Modlitbami ke sv. Antonínu v kombinaci s pitím vody z pramene či omýváním nemocných částí těla v ní zde podle dochovaných svědectví došlo k zázračným uzdravením mnoha nemocných poutníků. Konzistoriální komise vyšetřující v roce 1749 tyto události zkoumala případy Jana Vlacha (gangréna na nohou) a Antonína Hanáka (zanícené oči) z Blatnice, Jana Galušky z Kvačic (trávicí potíže), syna Josefa Kölbela (ochrnutí nohou) a Václava Mádera; o historii poutního místa před komisí vypovídali starci Martin Miklíček a Pavel Blahuš (oba z Ostrožské Lhoty).

### Přerušení a opětovný rozkvět
Tradice poutí byla v letech 1784–1819 následkem josefinského uzavření kaple a jejího chátrání přerušena (výnosem arcibiskupské konzistoře z 16. března 1784). Poslední pouť se zde konala 1. května 1786. Několik desetiletí poté, v době doznívání napoleonských válek, se k ruinám kaple znovu přicházeli lidé modlit Hodinky ke sv. Antonínu, pravděpodobně za podpory faráře Františka Kretschmera. Po obnovení kaple bylo slavení mší svatých i s kázáním opět povoleno (o nedělích a svátcích v letních měsících) arcibiskupskou konzistoří k dni 28. červnu 1819. Tato obnovená bohoslužebná a pouťová tradice od té doby už trvá bez přerušení až dodnes. Obnovy kaple si všímala i kramářská píseň Při Blatnici šťastné místo, vyšlá ve Skalici, jejíž text zve každého křesťana, aby kapli navštívil. V 19. století nabyly poutě velkých rozměrů zejména v 60. a 70. letech díky činnosti blatnického faráře Františka Vlka (v roce 1860 udělil papež Pius IX. poutníkům plnomocné odpustky) a v souvislosti s českým národním hnutím. V roce 1867 se tak hlavní pouti zúčastnilo 60 000 poutníků a 24. září 1871 se na Svatém Antonínku konal tábor lidu o účasti 30 000 lidí. V roce 1866 ve Skalici vyšla tiskem kramářská píseň Na Blatnické hoře neznámého autora, kterou si později oblíbil správce místa Antonín Šuránek. Poprvé 27. a 28. srpna 1898 a poté i v následujících letech se na Antonínku konaly poutě mužů, které vedl duchovní otec vídeňských Čechů, strážnický rodák Antonín Horný.

### První světová válka a meziválečné období
Pouť při příležitosti svátku sv. Petra a Pavla 29. června 1914 zastihly zprávy o sarajevském atentátu.
V meziválečném období za první republiky patřil Svatý Antonínek k nejvyhledávanějším turistickým cílům v regionu. Např. v průvodci Slovácko vydaném Zemským cizineckým svazem v Brně v roce 1924 je uveden mezi sedmi doporučovanými cíli zájezdů, vedle jízdy králů či velehradské pouti. Poutě navštěvovali poutníci z celé Moravy i z Čech, kteří přijížděli jednotlivě či ve skupinách autobusy a zvláštními vlaky, mnozí již také osobními automobily. Tak např. v roce 1939 přijelo na pouť 7000 vozidel, která zaplnila všechny cesty v katastru obce Blatnice. K zahájení provozu na části nové železniční trati Veselí nad Moravou–Nové Mesto nad Váhom v úseku z Veselí přes Blatnici pod Svatým Antonínkem do Lipova došlo v roce 1927 dne 19. června právě s ohledem na pouť na Svatém Antonínku (dříve se jezdilo vlakem do Uherského Ostrohu a odtud chodilo pěšky či jelo povozem). Zvýšený zájem přespolních návštěvníků a českého tisku o poutní místo vedl již první léto po vzniku Československa (1919) k užívání nesprávného označení „Svatý Antoníček“ (zřejmě v analogii s takto pojmenovaným místem v brněnském Králově Poli), na jehož nesprávnost upozorňoval např. slovácký historik Ferdinand Prager. Po zavedení rozhlasu v Československu (1923) byly záznamy poutí u Svatého Antonínka vysílány Českým rozhlasem, např. v podobě 35minutového pořadu v pondělí 16. června 1941. Bylo vydáváno množství pohlednic, na nichž bylo poutní místo zachyceno buď na fotografii nebo v malbě (kromě obrazů Joži Uprky takto vyšla např. díla Stanislava či Františka Milana Lejčka, K. Veleby a Dominika Černého).
| „                                                | V celé Evropě a na celé zeměkouli, kromě Padovy v Italii, není poutního místa k paduánskému Divotvůrci tak oblíbeného a tak navštěvovaného, jako jest náš svatý Antoníček nad Blatnicí. | “ |
| — Antonín Cyril Stojan, 10. arcibiskup olomoucký | |   |

#### Opereta a film „U svatého Antoníčka“

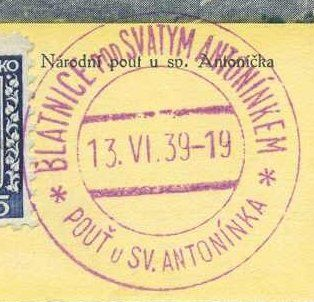
Příležitostné poutní poštovní razítko (české) používané v letech 1937–39

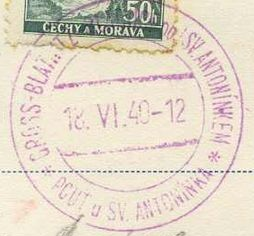
Příležitostné poutní poštovní razítko (česko-německé) používané v roce 1940

V prvorepublikovém Československu toto poutní místo velmi proslavila opereta Járy Beneše U svatého Antoníčka z roku 1932 a především pak na ní založený stejnojmenný komediální film režiséra Svatopluka Innemanna s Ljubou Hermanovou v hlavní roli. Při jeho natáčení v roce 1933 byla na pozadí děje zachycena pouť a poutní procesí. Filmování exteriérových scén na kopci a v Blatnici trvalo 10 dnů, v poutní scéně bylo zachyceno na 500 krojů a vzniklo 6000 metrů filmového materiálu převážně zvukových scén. Interiéry byly poté natáčeny již v barrandovských ateliérech. Zvýšený zájem o Svatý Antonínek vyvolaný popularitou operety a filmu sice ve 30. letech zvýšil návštěvnost poutí a rozmanitost původu jejich návštěvníků, dle názorů duchovních však zvýšená účast světských poutníků rušila bohoslužby a ohrožovala náboženský charakter poutí. V názvu operety i filmu se navíc opět objevilo nesprávné pojmenování „Svatý Antoníček“, proti němuž místní občané argumentovali např. platným názvem obce „Blatnice pod Svatým Antonínkem“.

#### Příležitostné poštovní razítko
V roce 1937 vyhovělo Ministerstvo pošt a telegrafů žádosti obecního zastupitelstva o povolení k používání příležitostného razítka s textem „BLATNICE POD SVATÝM ANTONÍNKEM/ POUŤ u SV. ANTONÍNKA“ (katalogové číslo pof. PR7) a se stavitelným datumovým můstkem a o povolení ke zřízení příležitostné poštovní přepážky. Uvedené razítko bylo používáno v letech 1937, 1938 a 1939, vždy ve fialové barvě. Jen v roce 1939 bylo v neděle a svátky 18., 25. a 29. června a 2., 5. a 6. července takto odbaveno 25.400 kusů obyčejných listovních zásilek. Toto razítko je pozoruhodné také tím, že šlo zřejmě o poslední protektorátní příležitostné razítko pouze v češtině.
V roce 1940 už totiž muselo být používáno nové razítko s německo-českým textem „GROSS BLATNITZ – BLATNICE POD SV. ANTONÍNKEM/ POUŤ u SV. ANTONÍNKA“ (pof. PR24). Od 13. června do 7. července 1940 bylo odbaveno 15.350 obyčejných poštovních zásilek. V roce 1941 bylo používání příležitostných razítek ukončeno, protože se nedostávalo času k výrobě nového razítka, na němž by byla do němčiny přeložena i druhá část textu („WALLFAHRT BEI ST. ANTONIUS“).

### Druhá světová válka
V době druhé světové války využívali popularity poutí na Svatém Antonínku čeští nacističtí kolaboranti. Přitom ještě krátce po okupaci v roce 1939 se zde konala protiněmecká vystoupení a při pouti 16. června 1940 byl přítomen předseda protektorátní vlády Alois Eliáš, který se na Slovácko vypravil znepokojen zprávami o činnosti Národopisné Moravy a po pouti odjel do Hroznové Lhoty jednat s jejím předsedou Janem Uprkou (synem malíře Joži Uprky).
Po zatčení Eliáše a pádu jeho vlády ovšem kolaboranti z Národopisné Moravy, podporovaní německou okupační mocí, získávali stále větší moc. Tak byla již při pouti 14. června 1941 na Antonínku zorganizována manifestace proněmecká. I přesto se pouť v neděli 22. června 1941, které se zúčastnilo 20 000 lidí, stala veřejným projevem zneklidnění občanů po přepadu Sovětského svazu německou armádou, který se odehrál téhož dne nad ránem.

#### Atentát na Heydricha
Po atentátu na Reinharda Heydricha (27. května 1942) se Svatý Antonínek dostal na program měsíčního maratonu deseti manifestací v různých místech Protektorátu Čechy a Morava, jimiž chtěl protektorátní ministr školství Emanuel Moravec demonstrovat loajalitu českého národa Německé říši. V neděli 28. června 1942 vystoupil Moravec jako hlavní řečník na smuteční tryzně, které se účastnilo 35 000 až 40 000 osob. Podle jednoho zdroje se účastnil také pouti dne 30. června 1942 (účast 40 000 lidí). Na některém z těchto shromáždění na něj údajně zamýšleli spáchat atentát přítomní členové odboje (snad výsadkáři Ludvík Cupal a Vojtěch Lukaštík, kteří se sem měli dopravit autobusem Josefa Remeše z Jankovic). Ostrožskolhotský starosta František Krchňáček byl po skončení války potrestán pokutou 200 000 Kčs a veřejným pokáráním za propagaci nacismu a organizaci výpravy mládeže na projev Emanuela Moravce na Antonínek.

#### Kuratorium pro výchovu mládeže v Čechách a na Moravě
Dne 20. června 1943 byl na Svatém Antonínku Kuratoriem pro výchovu mládeže v Čechách a na Moravě, jemuž předsedal rovněž Emanuel Moravec, uspořádán první sraz mládeže z Moravského Slovácka za účasti 10 000 mladých lidí a 20 000 přihlížejících dospělých, z nichž mnozí ovšem byli k účasti tvrdě přinuceni. O akci informoval filmový týdeník Aktualita. Také na těchto shromážděních vystupovali místní představitelé Národopisné Moravy.

### Komunistický režim
Během komunistického režimu, který měl ve svém programu ateizaci společnosti a likvidaci náboženství, byl význam poutního místa potlačován, věřícím byla účast na pouti různými prostředky znesnadňována a vnější projevy poutí (hromadná doprava, občerstvení, stánky, kolotoče) byly omezovány. Na počátku 50. let 20. století se však podařilo vyhnout přeměně poutí v politické prorežimní manifestace a zbožný charakter kraje zabránil úplnému zániku poutního místa. Když po pádu komunismu v roce 1989 takováto omezení zmizela, bylo umožněno opětovné oživení poutní tradice.

### Současnost
Hlavní pouť na Svatém Antonínku se koná okolo svátku sv. Antonína – buďto přímo 13. června, vychází-li tento den na neděli, nebo v neděli po tomto datu. Nejbližší hlavní pouť vychází na 14. června 2026. Ještě před hlavní poutí se koná tzv. domácí pouť, a to většinou přímo na patronův svátek 13. června (výjimečně už 12. června, vychází-li na 13. června hlavní pouť). Další poutě se pak konají dva týdny po hlavní pouti (tzv. druhá hlavní pouť okolo svátku sv. Petra a Pavla), o poslední neděli v srpnu (děkovná pouť) a v poslední sobotu v říjnu (dušičková pouť). Poutní mše svaté se konají v 8.00, 9.00 a 10.30. V letním období se v místě v 15.00 konají nedělní mše svaté.
Kaple je veřejnosti přístupná celoročně, i mimo poutní období, díky dobrovolné službě tzv. strážců kaple.
Od roku 1997 v místě působí Matice svatoantonínská, spolek navazující na stejnojmennou iniciativu Antonína Šuránka z let 1946–1948. Dnes má asi 800 členů ve 30 farnostech, pomáhá při organizaci poutí a vydává občasník Poutník svatoantonínský.

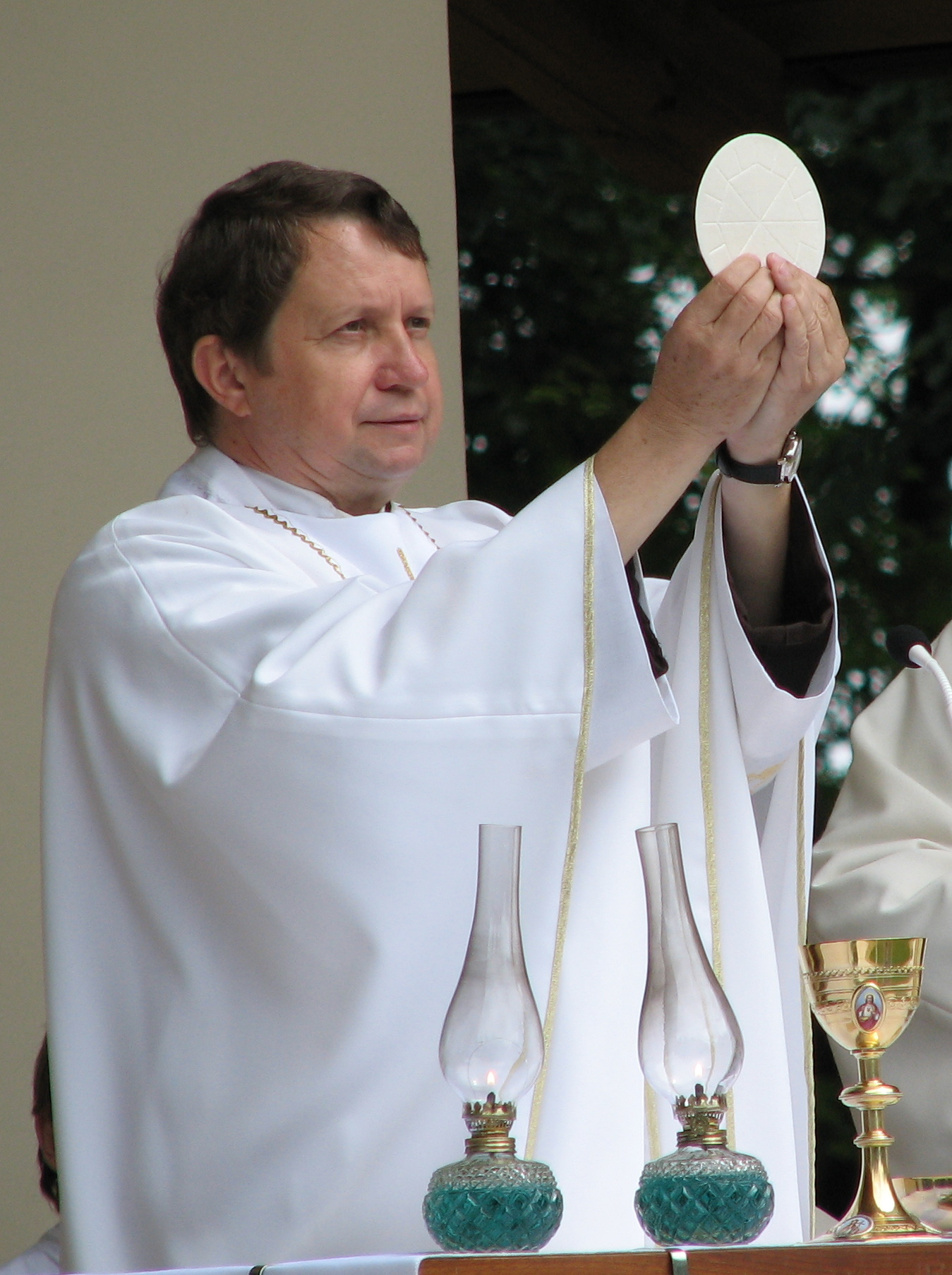
Vojtěch Kodet jako celebrant na hlavní pouti v roce 2011

### Seznam některých poutí podle let
| Rok  | Účast       | Významná návštěva                                                                        | Významná událost                                                          | Zdroj              |
| ---- | ----------- | ---------------------------------------------------------------------------------------- | ------------------------------------------------------------------------- | ------------------ |
| 1670 |             |                                                                                          | první pouť (13. června)                                                   | [ 13 ]             |
| 1672 | 5 000       |                                                                                          |                                                                           | [ 13 ]             |
| 1786 |             |                                                                                          | 1. května poslední pouť před josefinským zákazem                          | [ 5 ]              |
| 1819 |             |                                                                                          | obnovení poutí (k 28. červnu)                                             | [ 4 ]              |
| 1867 | 60 000      |                                                                                          | národní manifestace                                                       | [ 14 ]             |
| 1887 | 2 000–4 000 | Jindřich Wankel s rodinou                                                                | ohledání kopce a podání „odborného výkladu“ o jeho původu                 | [ 5 ]              |
| 1896 |             | Antonín Horný                                                                            |                                                                           | [ 3 ]              |
| 1898 |             | Antonín Horný                                                                            | první pouť mužů (27. a 28. srpna)                                         | [ 7 ]              |
| 1905 |             | Karel Wisnar, Antonín Cyril Stojan; Karel Dostál-Lutinov, Leoš Janáček                   | svěcení nového hlavního oltáře; sběr lidových písní                       | [ 50 ]             |
| 1910 |             | Robert William Seton-Watson, Lubor Niederle, Alois Kolísek                               |                                                                           | [ 3 ] [ 7 ] [ 51 ] |
| 1912 |             | František Saleský Bauer                                                                  |                                                                           | [ 3 ]              |
| 1913 |             | Otakar Pražák, Otokar Trnka, Otto Serényi, Jan Šrámek                                    |                                                                           | [ 3 ] [ 7 ]        |
| 1914 |             |                                                                                          | zprávy o sarajevském atentátu (29. června)                                |                    |
| 1916 |             | Tea Červenková                                                                           |                                                                           | [ 52 ]             |
| 1919 |             | Maurice Pellé, Václav Klofáč                                                             |                                                                           | [ 53 ] [ 54 ]      |
| 1921 |             | Antonín Cyril Stojan                                                                     | biřmování pod širým nebem                                                 | [ 3 ] [ 7 ]        |
| 1933 |             | Svatopluk Innemann                                                                       | natáčení filmu U svatého Antoníčka                                        | [ 30 ]             |
| 1935 |             | J. Butler Wright, Brackett Lewis                                                         | návštěva amerického velvyslanece v doprovodu ředitele české pobočky YMCA  | [ 55 ]             |
| 1937 |             | Ferdinand Bučina (fotograf a kameraman)                                                  | poprvé příležitostné razítko a přepážka                                   | [ 32 ]             |
| 1939 | 80 000      | Jaroslav Hlobil                                                                          | protiněmecká vystoupení; s výjimkou poledne déšť, 7000 vozidel v Blatnici | [ 3 ] [ 21 ]       |
| 1940 |             | Alois Eliáš, Jaroslav Jan Caha, Hugo Strachwitz, kníže Schwarzenberg                     |                                                                           | [ 13 ]             |
| 1941 | 20 000      |                                                                                          | proněmecká manifestace (14. června), přepad SSSR (22. června)             | [ 35 ] [ 36 ]      |
| 1942 | 40 000      | Emanuel Moravec                                                                          | tryzna za Reinharda Heydricha (28. června)                                | [ 38 ]             |
| 1943 | 30 000      | Adolf Hrubý; Hans Fischer, dr. Bayerl, Ernst Popp, Jan Ryba, Jan Uprka, František Teuner | první sraz Kuratoria (20. června)                                         | [ 45 ]             |
| 1948 |             | Josef Matocha                                                                            |                                                                           | [ 3 ]              |
| 1978 |             | Josef Vrana                                                                              |                                                                           | [ 3 ]              |
| 2005 |             | Tomáš Halík                                                                              |                                                                           | [ 56 ] [ 57 ]      |
| 2006 |             | Cyril Svoboda                                                                            |                                                                           | [ 58 ]             |
| 2007 |             | Jan Graubner                                                                             |                                                                           | [ 56 ]             |
| 2008 |             | Jan Graubner, Jan Peňáz                                                                  | svěcení nového polního oltáře                                             | [ 59 ]             |
| 2011 |             | Vojtěch Kodet                                                                            | odhalena pamětní deska Joži Uprky (28. srpna)                             | [ 11 ]             |
| 2013 |             | Elias Vella                                                                              | duchovní obnova na téma „vnitřní uzdravení“                               | [ 60 ]             |

## Osobnosti spojené s kaplí

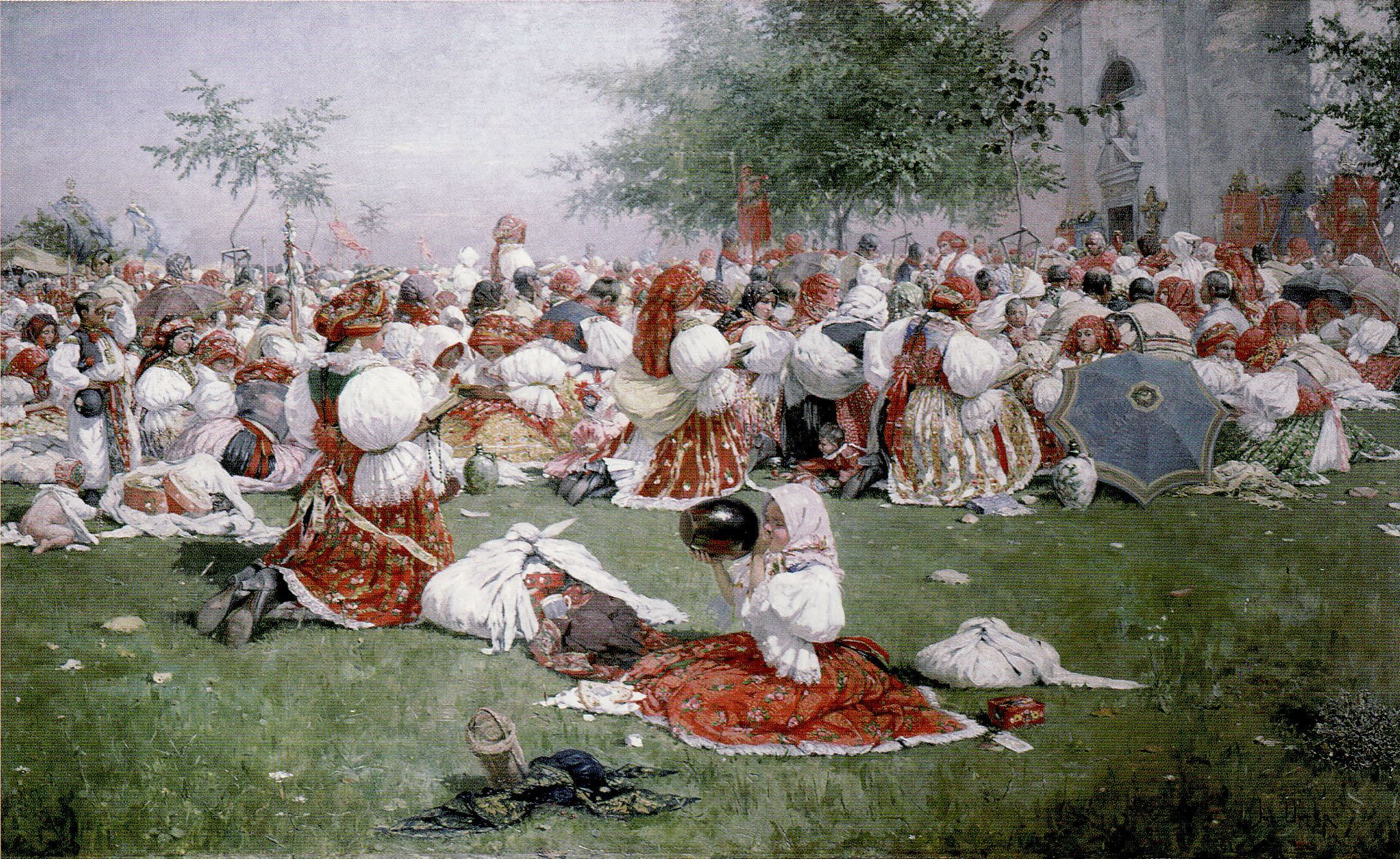
Joža Uprka (1894): Pouť u sv. Antonínka

Kaple a s ní spojená poutní tradice inspirovaly v roce 1893 malíře Jožu Uprku z nedalekého Kněždubu k namalování obrazu „Pouť u svatého Antonínka“, který vystavoval roku 1894 na pařížském Salónu francouzských umělců (pod francouzským názvem Les Pèlérins slovaques (de Moravie) devant l’église, tj. „Slovenští poutníci (z Moravy) před kostelem“) a získal tam za něj ocenění Mention honorable a tím pro sebe i známost v zahraničí. Soubor 15 Uprkových vyobrazení pouti u sv. Antonínka s popisky v češtině a třech světových jazycích vyšel mezi lety 1920 a 1935 tiskem, doprovázený pětistránkovým komentářem etnografa Františka Kretze. Pouze na akvarelu z roku 1900 však zachytil Uprka i celou poutní kapli.
V den svěcení nového oltáře 30. května 1905 kázal před kaplí Antonín Cyril Stojan, který se sem později jako arcibiskup olomoucký vrátil a biřmoval v roce 1921.
Za druhé světové války a znovu v letech 1968-1970 na Svatém Antonínku působil a o zvelebování poutního místa se staral kněz Antonín Šuránek. Po dobu deseti let jeho působení, kdy přebýval v sakristii, zde pořádal duchovní obnovy (první neděli v měsíci pro jinochy, druhou pro muže, třetí pro dívky, čtvrtou pro ženy a pátou pro mládež vycházející ze školy) a mladé lidi si získal např. i nočními adoracemi. Roku 1940 zde chtěl nechat za podpory Ostrožské Lhoty zřídit kapucínský klášter, tento záměr však narazil na silný odpor Blatničanů a proto nebyl realizován. Za účelem rozvoje poutního místa založil Antonín Šuránek 8. října 1946 Matici svatoantonínskou, jejíž činnost byla ovšem jen o pár let později po komunistickém puči zastavena. Když byl v letech 1951–1955 Antonín Šuránek internován v klášteře v Želivě, vyjádřil přání být v případě smrti pochován na Svatém Antonínku. Kapli navštívil ještě dva týdny před svou smrtí 3. listopadu 1982, pochován je však v kněžském hrobě na hřbitově v Ostrožské Lhotě.
Dnes má správu poutního místa na starost římskokatolická farnost Blatnice pod Svatým Antonínkem a poutí se účastní kněží z Blatnice a Ostrožské Lhoty, jakož i další kněží z regionu a často také olomoucký arcibiskup.